# ضفدع تايواني مثلم الأصابع
ضفدع تايواني مثلم الأصابع (الاسم العلمي: Rana sauteri) (بالإنجليزية: Taiwan groove-toed frog)‏ هو نوع من البرمائيات يتبع جنس الضفدع الحقيقي من فصيلة الضفادع الحقيقية.